# Macroocula asirensis
Macroocula asirensis (лат.) — вид мелких ос рода Macroocula из семейства Bradynobaenidae (Apterogyninae). Саудовская Аравия: Saloos Al-Manzar, Wadi Yebah и Wadi Targ (регион Asir; Аравийский полуостров).

## Описание
Внешне похожи на ос-немок (Mutillidae). Длина самцов 16,5 мм (длина крыла 12 мм). Глаза крупные, полусферические; их диаметр в 4 раза больше расстояния между ними и основанием усиков у самцов или равно ему у самок. Основная окраска жёлтая; брюшко темнее, от коричневого до чёрного. Вертлуги средней пары ног с выступом (на переднем и заднем выступов нет). Имеют резкий половой диморфизм: самки бескрылые с короткими 12-члениковыми усиками, самцы крылатые с длинными 13-члениковыми усиками. Биология неизвестна. Сходен с видом Macroocula savignyi (Klug, 1829), но последний вид темнее, рыжевато-красный (без жёлтого). Вид был впервые описан в 2018 году египетским и саудовским энтомологами Ahmed M. Soliman (King Saud University, Riyadh, Саудовская Аравия; Al-Azhar University, Каир, Египет) и Neveen S. Gadallah (Cairo University, Гиза, Египет).